# Innere Stadt (Vienne)
Innere Stadt (« ville intérieure » en allemand) est le nom du premier arrondissement (Gemeindebezirk) de Vienne. Elle équivaut à la vieille ville de Vienne (Altstadt). Jusqu'aux premières annexions dans les années 1850, l'Innere Stadt correspond à Vienne tout entière. L'Innere Stadt est traditionnellement divisée en quatre quartiers portant les noms d'importantes portes de la ville : Stubenviertel (Nord-Est), Kärntner Viertel (Sud-Est), Widmerviertel (Sud-Ouest) et Schottenviertel (Nord-Ouest).
Avec ses 100 745 employés, le premier arrondissement est l'employeur principal de la ville, ce qui est dû d'une part au tourisme et d'autre part aux sièges sociaux de sociétés qui profitent de l'emplacement central.

## Situation et accès
L'arrondissement Innere Stadt se trouve au centre de la ville de Vienne. Elle est bordée au nord-est par Leopoldstadt, à l'est par la Landstrasse, au sud par Wieden et Mariahilf, à l'ouest par les arrondissements de Neubau et Josefstadt et au nord par l'Alsergrund. La limite avec les autres arrondissements passe à partir de l'Urania par la Vienne, la Lothringerstrasse, le Karlsplatz, le Getreidemarkt, le Museumsplatz, la Museumstrasse, l'Auerspergstrasse, la Landesgerichtsstraße (de), l'Universitätsstrasse, la Maria-Theresien-Strasse et le canal du Danube.

## Historique
Jusqu'en 1850, l'histoire du premier arrondissement est identique à celle de Vienne. Après 1850, l’essentiel de l'histoire de la capitale reste concentrée au premier arrondissement, le centre économique et culturel de la ville.

## Démographie

### Évolution démographique
Évolution démographique

Données selon Statistik Austria
En 1869, 68 079 personnes habitent dans le Ier arrondissement. Un apogée est atteint en 1880 avec une population de 73 000 habitants, mais depuis la fin du XIXe siècle, on constate une tendance à la baisse de la population. En 2001, la population arrive à son niveau le plus bas avec 17 000 habitants au Ier arrondissement, dès lors, la population a tendance à stagner. L'Innere Stadt est l'arrondissement avec le plus petit taux de population de Vienne, en raison de son coût immobilier élevé.

### Sociologie
28,1 % de la population ont dépassé les 60 ans, un taux particulièrement élevé comparé à la ville entière qui n'atteint qu'un taux de 22,2 %. 9,8 % de la population n'a pas encore quinze ans, 53,3 % des habitants sont des femmes — un taux également bas comparé à Vienne en entier.
En 2001, le taux d'habitants ayant une nationalité autre qu'autrichienne est évalué à 15,5 %, 2 % au-dessous de la moyenne viennoise. Parmi ces étrangers, 2,8 % sont en provenance d'un pays de l'Union européenne (sans l'Allemagne), 2,7 % viennent de Serbie ou du Monténégro. 2,2 % des étrangers sont de nationalité allemande. Au total, 25,6 % des habitants en 2001 sont nés dans un pays autre que l'Autriche, 79 % des habitants du Ier arrondissement ont signalé l'allemand comme  jargon et non en tant que langue maternelle. 4,0 % parlent le serbe, 1,8 % le hongrois, 1,4 % le croate ; 14,3 % ont signalé d'autres langues.

### Religion
51,3 % de la population sont de confession catholique. En deuxième place se trouvent les évangéliques avec 6,6 %, l'Église orthodoxe figure à la troisième place avec 5,1 %. Les habitants de confession juive se retrouvent en quatrième position avec 3,3 %. 22,7 % des habitants de l'arrondissement sont sans confession.

## Politique
| Bezirksvorsteher           | Années         |
| -------------------------- | -------------- |
| Anton Picker (CS)          | 1890-1903      |
| Josef Wieninger (CS)       | 1903-1925      |
| Otto Urbach (SDAP)         | 1932-1934      |
| Eduard Siegmeth            | 1934-1938      |
| Theodor Köpl (KPÖ)         | 4/1945-7/1945  |
| Fritz Schuckeld (SPÖ)      | 7/1945-10/1945 |
| Adolf Planek (SPÖ)         | 10/1945-1946   |
| August Altmutter (ÖVP)     | 1946-1948      |
| Franz Eichberger (ÖVP)     | 1948-1951      |
| Otto Friesinger (ÖVP)      | 1951-1968      |
| Heinrich Anton Heinz (ÖVP) | 1968-1987      |
| Richard Schmitz (ÖVP)      | 1987-2001      |
| Franz Grundwalt (ÖVP)      | 2001-2005      |
| Ursula Stenzel (ÖVP)       | 2005-          |

Depuis 1946, tous les Bezirksvorsteher du Ier arrondissement sont issus des rangs de l'ÖVP, cependant, l'écart entre ÖVP et SPÖ a tendance à diminuer au cours des décennies. En 1996, l'ÖVP a subi une perte considérable en n'atteignant que les 38,21 % (une baisse de 8,16 %), tandis que l'FPÖ s'est placée en seconde avec 19,65 % (une augmentation de 3,72 %). L'SPÖ, avec 18,90 %, doit assumer sa perte. Avec 11 %, les Verts dépassent de justesse les nouveaux arrivants, le Forum libéral.
Lors des élections de 2001, le lent déclin de l'ÖVP s'accentue. Avec un taux de 33,11 %, le parti réussit à récupérer 14 mandats, l'SPÖ avec 11 mandats est prête à prendre la relève (25,64 %). L'FPÖ enregistre une baisse légère avec 17,68 % et sept mandats, les Verts arrivent en quatrième place avec également sept mandats. Le Forum libéral de l'autre côté doit faire face à une défaite considérable et n'obtient qu'un seul mandat.
Lors des élections des représentants de l'arrondissement en 2005, le SPÖ espère pouvoir obtenir le poste de Bezirksvorsteher, l'enquête du Bezirksvorsteher Franz Grundwalt avait fourni des résultats défavorables à l'ÖVP. Cependant, l'ÖVP ne se laisse pas battre si aisément et propose comme candidate Ursula Stenzel, députée européenne, pour remplacer Grundwalt, un gastronome du Ier arrondissement. Stenzel propose de limiter les animations et événements sur les places du Ier arrondissement pour en faire un arrondissement plus calme pour ses habitants et s'engage également dans la lutte contre la drogue. La candidate est vivement critiquée par les membres de l'SPÖ mais elle remporte largement les élections. L'ÖVP gagne les élections avec 43,32 %, une hausse de 10,21 %. Bien que l'SPÖ ait également gagné 4,20 % par rapport aux élections précédentes, elle est néanmoins nettement derrière l'ÖVP avec 29,84 %. Les Verts enregistrent une hausse légère avec 18,30 %, le FPÖ perd 11,60 % par rapport aux élections de 2001 et doit se contenter de 6,08 %. Le Forum libéral, le KPÖ et le BZÖ n'atteignent pas 1 % des votes et restent en conséquence sans mandat.

## Armoiries

Blason du Ier arrondissement.

Le blason du Ier arrondissement montre une croix blanche sur fond rouge. Ce blason est en même temps le blason de la ville tout entière ainsi que du Land. Le blason utilisé aujourd'hui apparaît pour la première fois dans les années 1370, imprimé sur les « Wiener Pfennige ». L'on considère que le blason trouve son origine dans le drapeau royal du Moyen Âge, étant donné qu'il montre beaucoup de ressemblances avec celui de Rodolphe Ier.

## Tourisme et culture

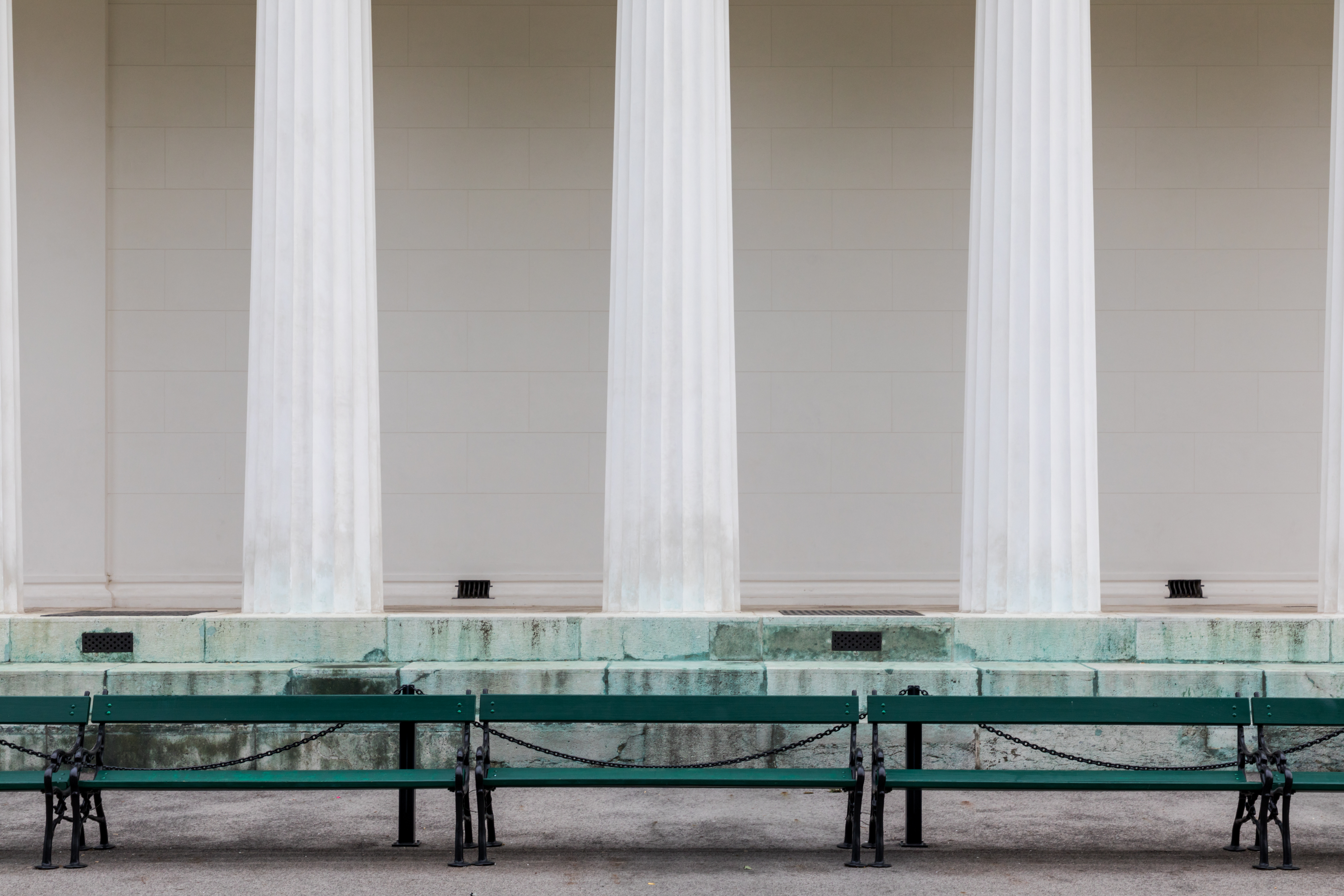
Dans le parc Volksgarten, Innere Stadt. Juin 2018.

### Monuments et places historiques

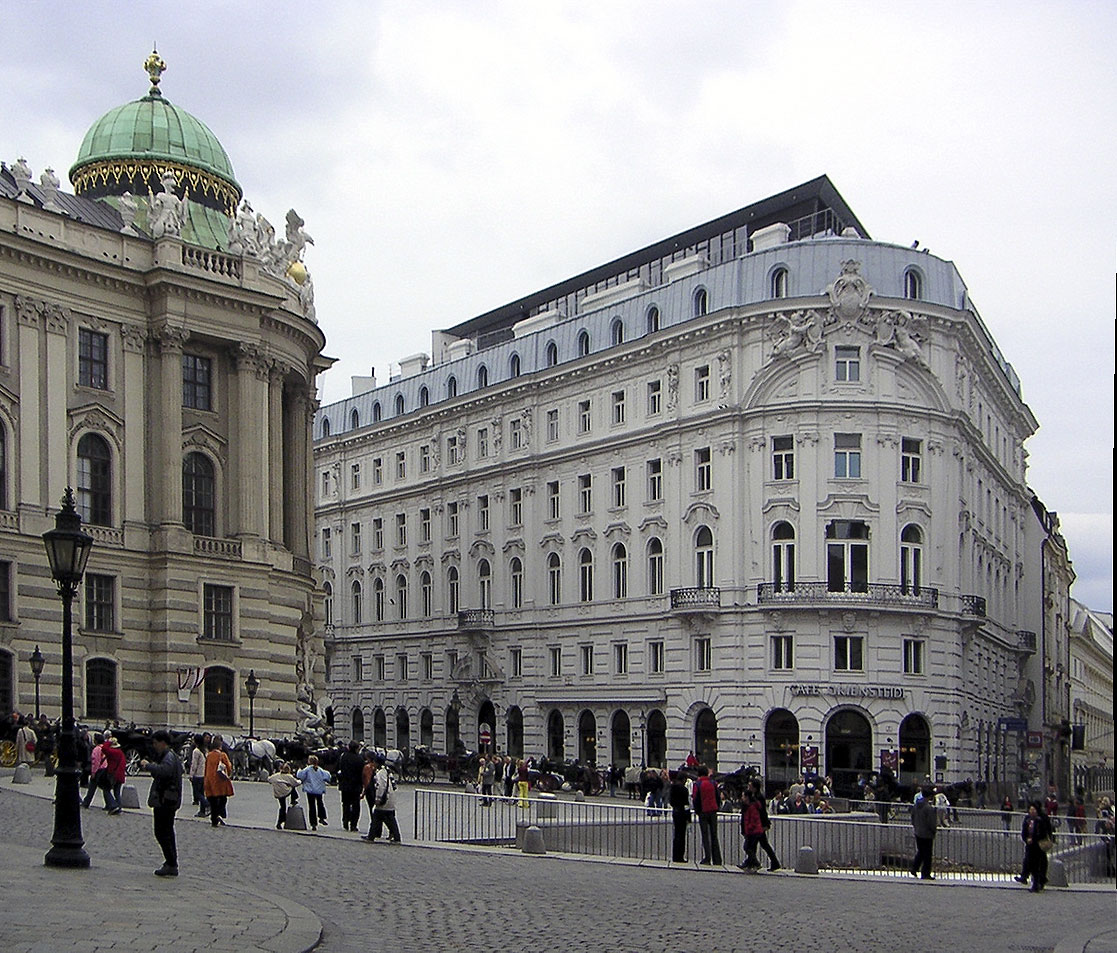
Le Michaelerplatz près de la Hofburg.

Le premier arrondissement montre une densité élevée de monuments historiques de grande importance. Parmi les édifices religieux, la cathédrale Saint-Étienne de Vienne qui domine la place Saint-Étienne au cœur de la ville, avec sa chapelle de Virgile. En suivant le Graben, on arrive à la colonne de la peste érigée après la grande épidémie de peste qui frappa Vienne en 1697. La Hofburg était la résidence impériale des Habsbourgs jusqu'en 1918.
Parmi d'autres édifices religieux importants, on compte l'église des Cordeliers, l'église Saint-Pierre, l'église Saint-Rupert, le Schottenstift, l'Église grecque de la Sainte-Trinité, ainsi que l'église Maria am Gestade.
Vienne est également réputé pour sa musique, dont témoignent l'opéra d'État et le Burgtheater. Le centre administratif du premier arrondissement est sa mairie, le Rathaus, un bâtiment historique érigé de 1872 à 1883.
D'autres sites intéressants sont les places Am Hof, Hoher Markt, Judenplatz, le Puits des tonnerres ainsi que la Schönlaterngasse avec la Maison des basilics, le Palais Blankenstein et le palais Esterházy de la rue Wallnerstraße.
La Ringstrasse fait figure de frontière du premier arrondissement depuis le démantèlement des murs de la ville. La seule synagogue de Vienne qui ait survécu à la Nuit de Cristal est le Stadttempel dans la Seitenstettengasse.

### Musées

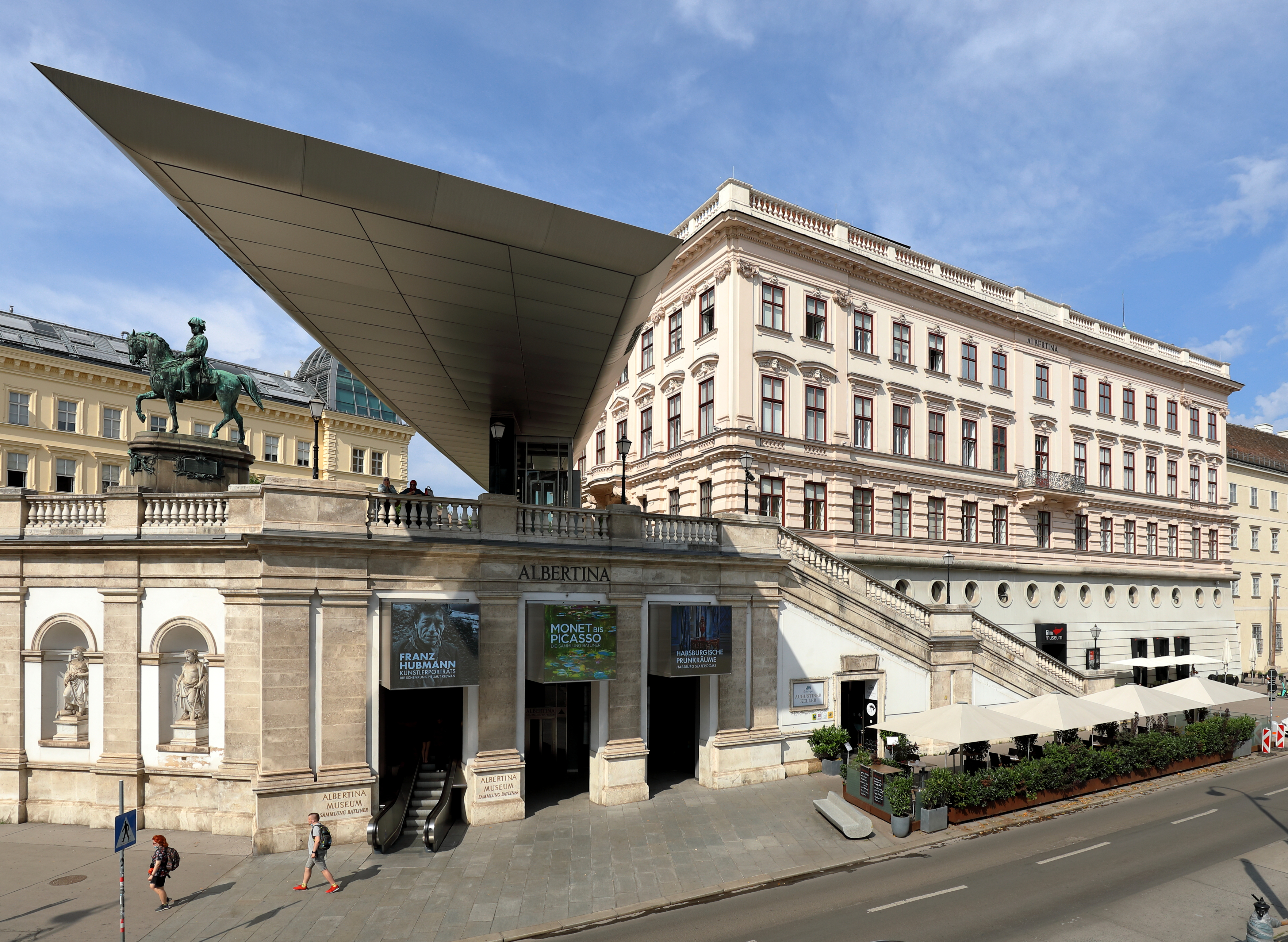
L'Albertina, une des plus importantes collections graphiques.

Avec plus de 60 musées, on retrouve une véritable concentration culturelle au premier arrondissement. Le musée qui attire le plus grand nombre de visiteurs après le château de Schönbrunn est l'Albertina avec ses collections graphiques qui contient environ 65 000 dessins et plus d'un million de graphiques qui en font un des musées les plus importants du monde entier dans son domaine. La Hofburg, ancienne résidence impériale, se présente avec les appartements impériaux, le musée « Sissi » ainsi que la collection de services en argent de la monarchie.
Parmi les musées connus de Vienne, on trouve le musée d'Histoire de l'art et le musée d'histoire naturelle avec des collections en provenance des Habsbourgs. À côté du palais de la Sécession, de la Künstlerhaus, du BA-CA Kunstforum, de la galerie de l'Académie des Beaux-Arts, la Bibliothèque nationale autrichienne contient également quelques collections, notamment un musée du papyrus, une collection de cartes géographiques ainsi qu'une collection de globes. D'autres sites importants sont le Musée juif ainsi que quelques musées plus spécialisés comme celui des horloges ou celui des ours en peluche.